# Александер, Йозеф
Йозеф Александер (нем. Joseph Alexander, в некоторых источниках не Йозеф, а Иоганн; 1771 или 1772, Падерборн — 6 июня 1840, Кёльн) — немецкий виолончелист.
Сын кантора Абрахама Александера.
На рубеже веков работал в Дуйсбурге. «Музыкальный словарь Гроува» в 1879 году сообщал, что как исполнитель он был известен, скорее, красотой тона и изяществом стиля, чем техническими навыками.
Опубликовал учебник «Руководство по игре на виолончели» (нем. Anleitung zum Violoncellspiel; Лейпциг: Breitkopf & Härtel, 1801) и дидактическое сочинение «Ария с 36 вариациями, с аппликатурой и различными ключами» (фр. Air avec xxxvi Variations progressives pour le Violoncelle avec le doigté en différentes clefs; там же, 1802), напечатал также ряд оригинальных сочинений для своего инструмента — вариации, попурри и т. п. Был одним из первых учителей Иоганна Германа Куфферата.
Поздние годы провёл в Кёльне, где был среди первых учителей Жака Оффенбаха.